# Ofensiva de Río de Janeiro de 2021
El 6 de mayo de 2021, al menos 29 personas murieron en un tiroteo entre policías y narcotraficantes en Río de Janeiro, Brasil. La redada ocurrió en Jacarezinho, Río de Janeiro, una favela notable por su alta tasa de criminalidad. La redada ocurrió aproximadamente a las 11 a. m. hora local, luego de informes de que una banda de narcotraficantes local estaba reclutando niños.

## Antecedentes
El narcotráfico compensa una parte cada vez mayor de la delincuencia en Brasil. En 2005, la policía militar mató a 29 civiles en Baixada Fluminense, Río. En 2006, un oficial fue condenado en relación con él. Una crisis ocurrió en Río en 2010.  Un total del 27% de todos los encarcelamientos en Brasil son el resultado de cargos de tráfico de drogas. Entre 2007 y 2012, el número de encarcelamientos relacionados con las drogas aumentó de 60.000 a 134.000; un aumento del 123 por ciento. La violencia de pandillas en Brasil se ha convertido en un tema importante que afecta a la juventud. Los pandilleros brasileños han utilizado a niños para cometer delitos porque sus penas de prisión son más cortas. En 2007, el asesinato era la causa más común de muerte entre los jóvenes en Brasil, con el 40% de todas las víctimas de asesinato de entre 15 y 25 años.

## Redada
La redada comenzó el 6 de mayo de 2021 aproximadamente a las 11:00 a. m., hora local. La policía ingresó al barrio de Jacarezinho en Río de Janeiro en vehículos blindados tras recibir informes de que una banda de narcotraficantes local estaba reclutando niños. La policía enfrentó barreras de hormigón colocadas por delincuentes para impedir el ingreso a la favela. Se inició un tiroteo entre policías y narcotraficantes, en el que murieron al menos 29 personas. Un policía murió y dos resultaron heridos. Dos pasajeros de un tren de metro cercano fueron alcanzados por balas disparadas durante el tiroteo. El tiroteo resultó en el mayor número de muertos en una redada policial en Río de Janeiro.
El detective de la policía de Río, Felipe Curi, dijo a los periodistas que varios delincuentes intentaron esconderse en las residencias vecinas. La policía confiscó una escopeta, una ametralladora, seis rifles, 16 pistolas y 12 granadas. Al menos seis sospechosos fueron arrestados. El 7 de mayo, la policía anunció un saldo de 27 muertos entre los sospechosos, 3 más de lo que se había informado anteriormente.

## Consecuencias
Después de la redada, aproximadamente 50 residentes de Jacarezinho marcharon por las calles gritando "justicia" detrás de un grupo de la comisión de derechos humanos de las legislaturas estatales. En un comunicado, Human Rights Watch pidió al fiscal que investigue de inmediato los posibles abusos policiales.